# Австрия на летних Олимпийских играх 1924
На Летних Олимпийских играх 1924 года в Париже (Франция) Австрия завоевала 3 серебряных и 1 бронзовую медали. Сборная страны состояла из 49 человек (46 мужчин, 3 женщины).

## Медалисты
| Медаль  | Спортсмен        | Вид спорта       | Дисциплина             |
| ------- | ---------------- | ---------------- | ---------------------- |
| Серебро | Андреас Штадлер  | Тяжёлая атлетика | Мужчины, до 60 кг      |
| Серебро | Антон Цверина    | Тяжёлая атлетика | Мужчины, до 67,5 кг    |
| Серебро | Франц Айгнер     | Тяжёлая атлетика | Мужчины, свыше 82,5 кг |
| Бронза  | Леопольд Фридрих | Тяжёлая атлетика | Мужчины, до 82,5 кг    |